# Американский омар

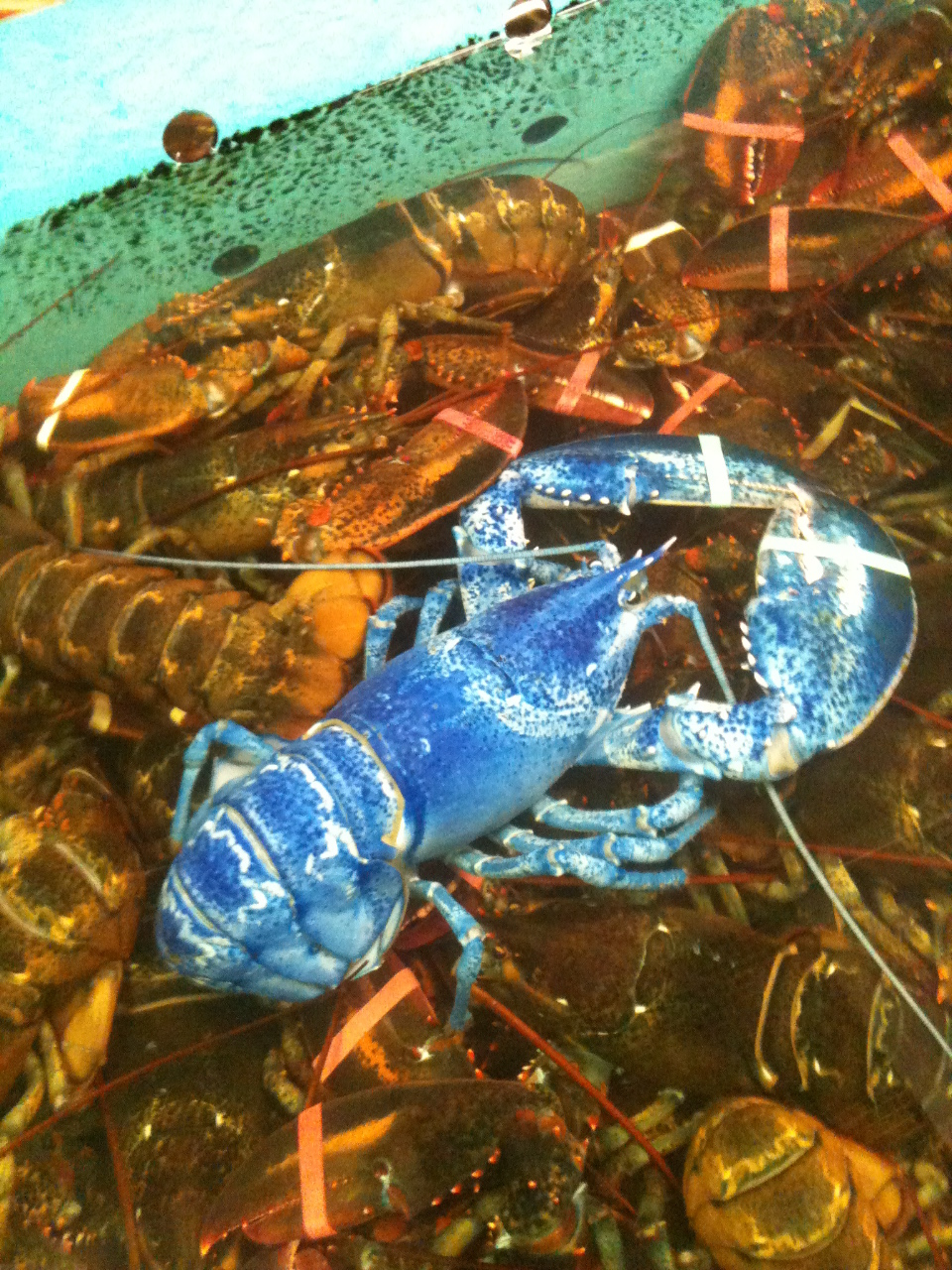
Голубая окраска встречается раз на 2 млн особей

Американский омар, или североатлантический омар, или американский лобстер (лат. Homarus americanus), — вид десятиногих ракообразных из семейства омаров (Nephropidae). Встречается по Атлантическому побережью Северной Америки, главным образом от Лабрадора (Канада) до Нью-Джерси (США). Входит в число крупнейших современных ракообразных, достигая веса 20 кг и длины более 60 см. Нормальная окраска — от тёмной сине-зелёной до зеленовато-коричневой, краснее на теле и клешнях и зеленее на ногах. Такой цвет получается от смешивания жёлтого, синего и красного пигментов. Изредка встречаются голубые омары, жёлтые, оранжевые, белые или даже двухцветные формы. Имеет большое промысловое значение, служит популярным блюдом в кулинарии в варёном или пареном виде. Мировой улов достигает 100 тыс тонн на общую сумму более 1 млрд долларов.

## Описание
Обычно Homarus americanus имеет длину от 20 до 60 см и массу от 0,45 до 4,08 кг (но бывают и более 60 см и 20 кг), что делает его самым тяжёлым представителем всего класса ракообразных в мире. Вместе с лангустом Sagmariasus verreauxi (Palinuridae) он также один из самых длинных десятиногих раков в мире. Самый длинный пойманный американский омар имел длину 64 см без учёта клешней (с клешнями более 1 м). По данным Книги рекордов Гиннесса, самоё тяжёлое ракообразное (американский омар) было поймано в 1977 году у берегов Канады (Новая Шотландия) и весило 20 кг.
Ближайшим родственником H. americanus является европейский омар, Homarus gammarus. Эти два вида очень похожи, и их можно скрещивать искусственно, хотя маловероятно, что гибриды встречаются в дикой природе, поскольку их ареалы не пересекаются. Отличаются они по нескольким признакам:
- рострум H. americanus несёт один или несколько шипов на нижней стороне, которых нет у H. gammarus.
- шипы на клешнях H. americanus красные или с красными кончиками, тогда как у H. gammarus белые или с белыми кончиками.
- нижняя сторона клешни H. americanus оранжевая или красная, а у H. gammarus кремово-белая или бледно-красная[10].

Антенны имеют длину около 5 см и разделены на Y-образные структуры с заострёнными концами. На каждом кончике имеется зона пучков волос, расположенных в шахматном порядке зигзагообразно. Эти волоски покрыты множеством нервных клеток, которые могут улавливать запахи. Более крупные и толстые волоски, расположенные по краям, контролируют поток воды, содержащей молекулы запаха, идущим к внутренним сенсорным волоскам. Более короткие антеннулы обеспечивают дополнительное обоняние. Имея пару органов обоняния, омар может определять направление, откуда исходит запах, почти так же, как люди могут слышать направление, откуда исходит звук. В дополнение к восприятию запахов антенны могут определять скорость воды, чтобы улучшить пеленгацию. Имеют два мочевых пузыря, расположенных по обе стороны головы. Омары используют запахи мочи для коммуникации чтобы сообщить, где они находятся. Они выпускают длинные шлейфы мочи на 1-2 метра перед собой и делают это, когда обнаруживают поблизости соперника или потенциального партнёра.
Первая пара переопод (ходильных ног) вооружена большой асимметричной парой клешней. Более крупная из них называется «дробилкой» и имеет округлые узелки, используемые для раздавливания добычи; другая — «резак» или «захват», которая имеет острые внутренние края и используется для удерживания или разрывания добычи. Находится ли клешня-дробилка на левой или правой стороне его тела, определяет, является ли лобстер левшой или правшой.

### Окраска
Нормальная окраска Homarus americanus — от тёмной сине-зелёной до зеленовато-коричневой, краснее на теле и клешнях и зеленее на ногах. Такая раскраска получается от смешивания жёлтого, синего и красного пигментов.
Изредка встречаются голубые омары, жёлтые, оранжевые, белые или даже двухцветные формы.
Примерно один из 2 млн лобстеров синего цвета. Генетическая мутация приводит к появлению синих или голубых омаров, так как у них в чрезмерных количествах продуцируется ответственный за синюю окраску протеин. Этот протеин вместе с молекулой красного каротиноида астаксантина формирует комплекс синего цвета, известный как крустацианин (crustacyanin), который и придаёт омару сине-голубой цвет. В 2009 году синего омара поймали в Нью-Гемпшире; в 2011 году ещё двух синих омаров выловили в Канаде, одного у берегов провинции Остров Принца Эдуарда и другого на территории индейцев Канады (Esgenoôpetitj) в провинции Нью-Брансуик; ещё одного отловили в мае 2012 года у побережья Новой Шотландии.
Красная форма — это или обычный результат кулинарного приготовления, или редкая мутация, встречающаяся один раз на 10 млн особей. Жёлтые американские омары ещё более редки, тоже возникают из-за генетической мутации и встречаются раз на 30 млн особей.
В июле 2010 года у Глостера (США) был пойман омар-альбинос, абсолютно белой окраски. Это ещё более редкий случай (полная потеря пигмента): один омар на 100 млн.

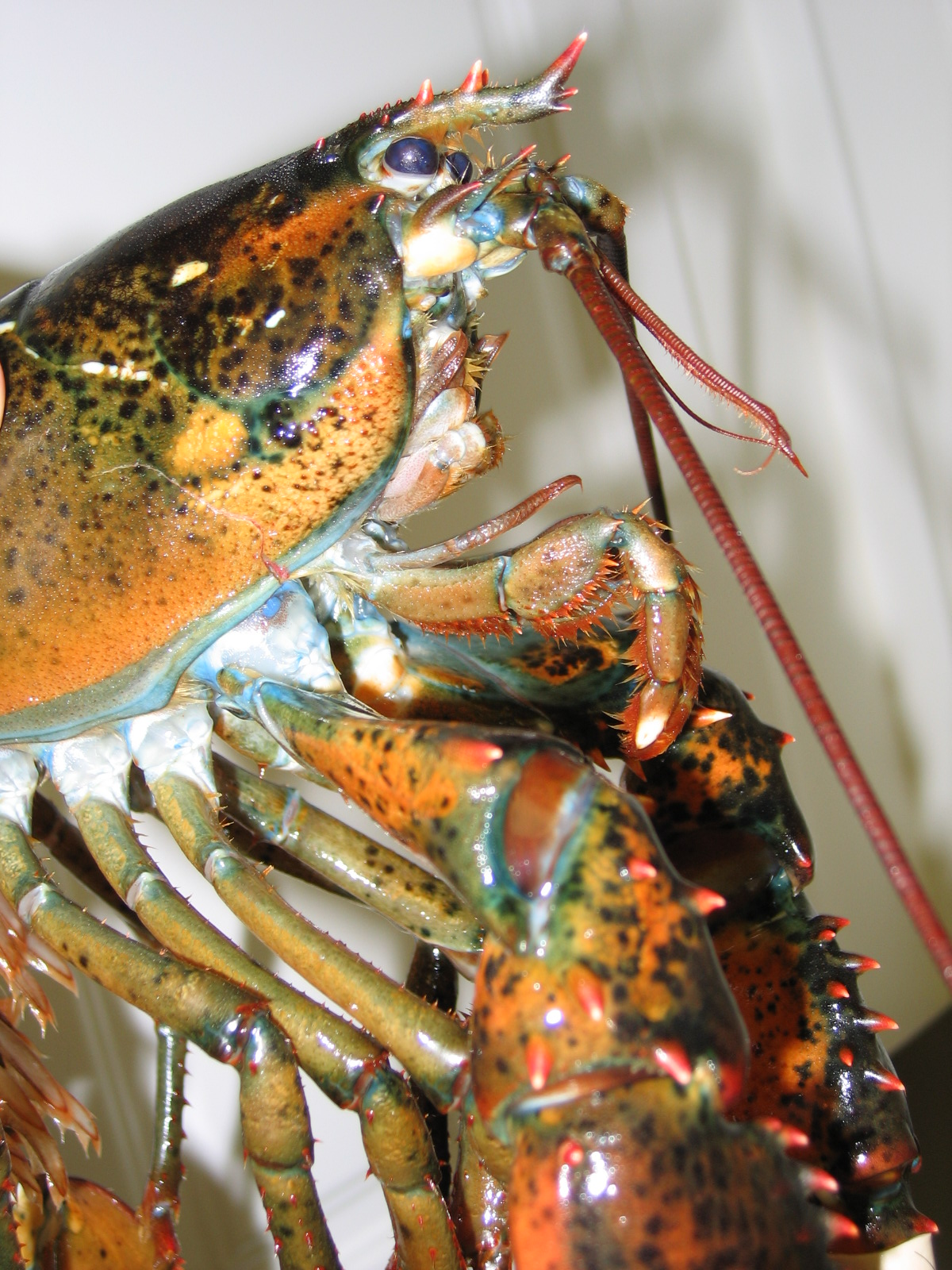
Передняя часть
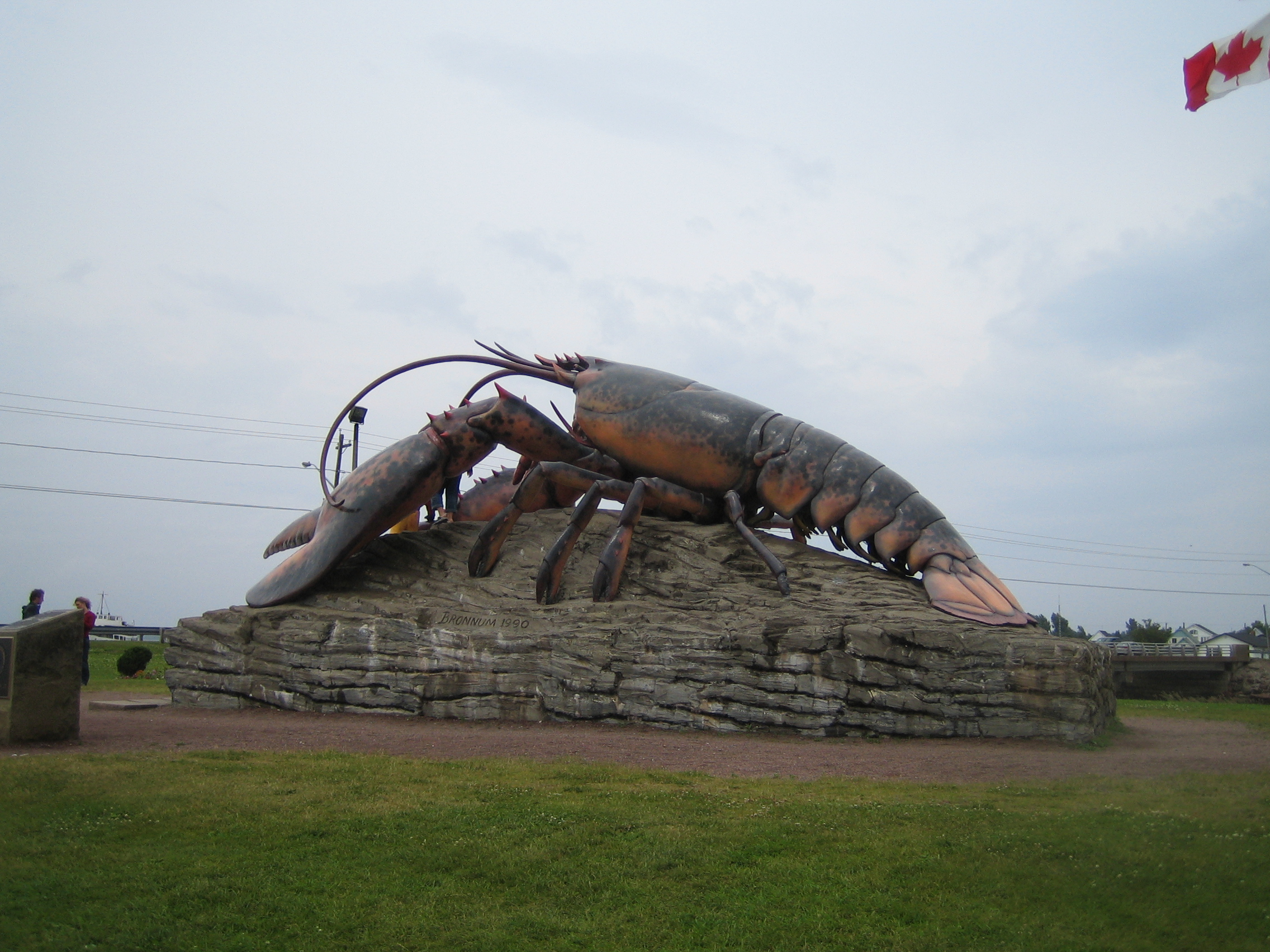
Памятник в Канаде (Шедьяк, Нью-Брансуик)
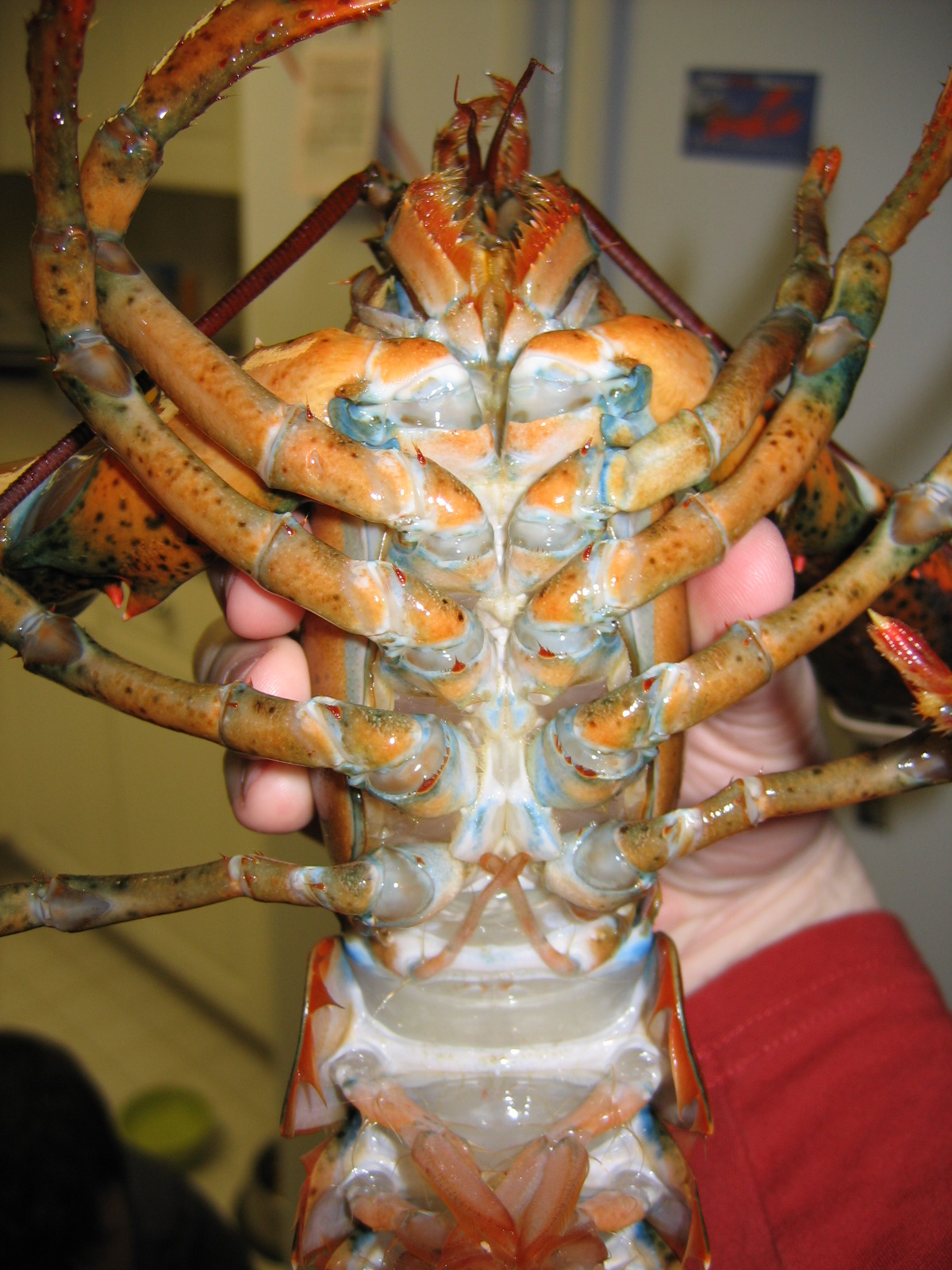
Вид снизу
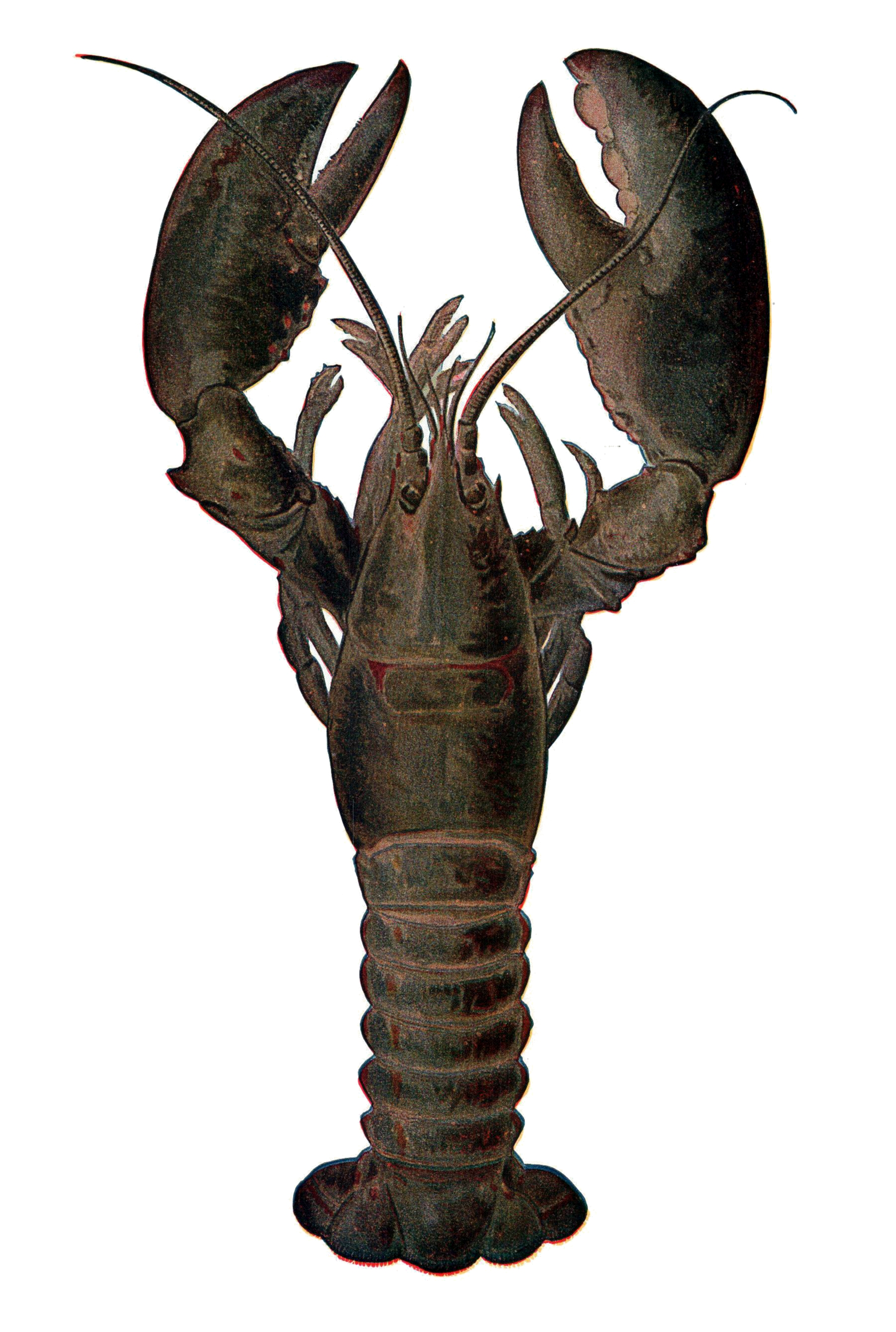
Вид сверху

## Биология

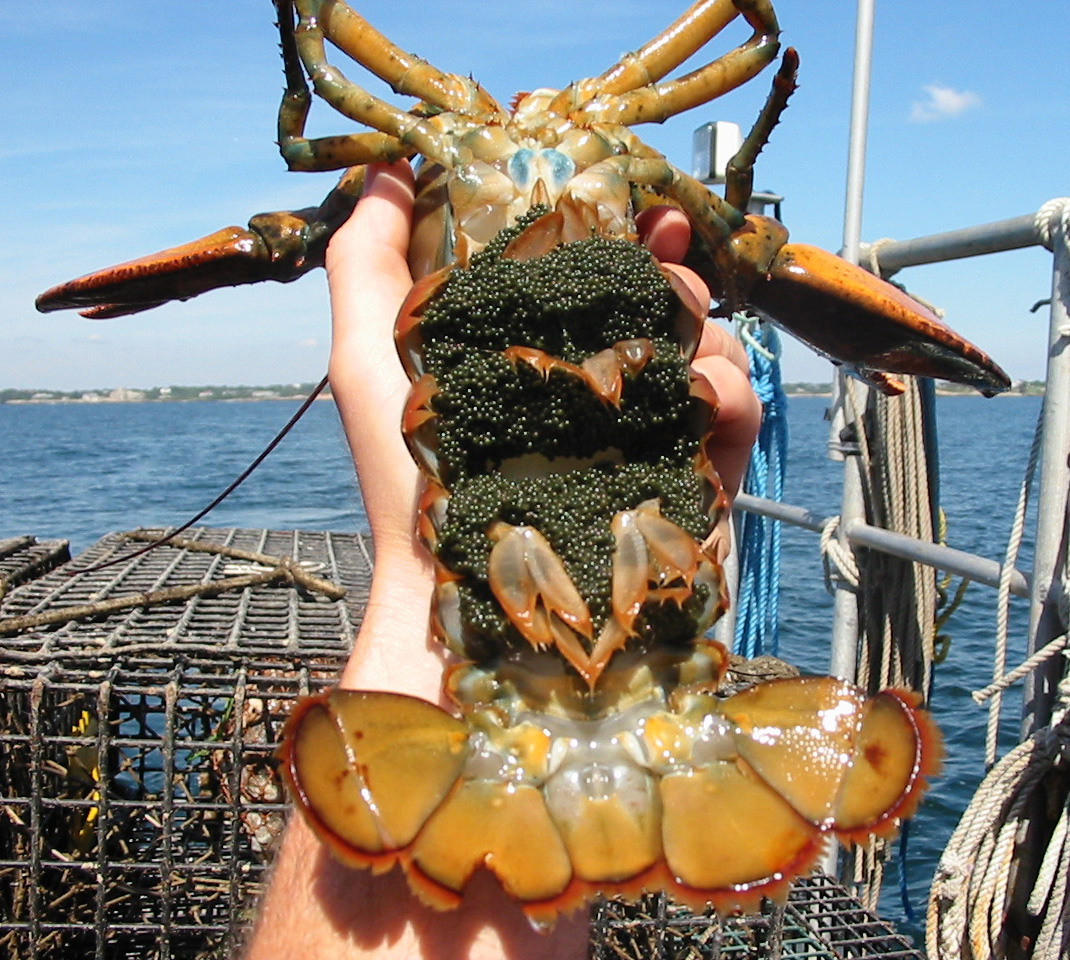
Самка с икринками под брюшком

### Питание
Естественная диета американского омара зависит от условий конкретного местообитания. В диете доминируют моллюски, иглокожие и многощетинковые черви, а также присутствуют различные ракообразные, офиуры и стрекающие.

### Цикл развития
В сложном жизненном цикле американского омара Homarus americanus преобладает бентический период, который может длиться более 30 лет даже при современных схемах коммерческого промысла. В этот период физические характеристики омара и его двигательный потенциал увеличиваются на несколько порядков: длина панциря от <5 мм до >200 мм; от <100 мг до >9 кг живого веса; от <1 м до >1 км в диапазоне дневной активности; ежегодное перемещение от <1 км до >100 км.
Известно, что американские омары живут долго. Некоторые экземпляры были известны до 100 лет и более при содержании в аквариумах.
В период размножения самки выделяют феромоны, которые делают самцов менее агрессивными; они начинают ухаживать за партнёршами, танцуя вокруг них с закрытыми клешнями. После оплодотворения самки могут сохранять сперму до 15 месяцев, откладывают несколько десятков тысяч яиц и вынашивают их на себе (под брюшком, удерживая плеоподами) до 11 месяцев, поэтому их можно застать в таком виде в любое время года. Самки регулярно чистят кладку и дают ей свежую воду для подачи большей концентрации кислорода.
Метанауплиусы H. americanus полупрозрачные, имеют длину 8 мм, крупные глаза. Личинки ведут планктонный образ жизни. Они часто становятся жертвами хищников и только одна из тысячи выживает. Так проходят четыре стадии развития (на стадии плавающей постличинки омар имеет длину 13 мм). Затем, после очередной линьки, став похожим на взрослую особь, он опускается на дно океана и переходит к бентосному образу жизни. Через год он достигает длины в 3 см, а через 6 лет будет весить 0,5 кг.

### Болезни
Несколько видов бактерий вызывают у омаров опасные болезни. Гаффкемия или «краснохвост» — чрезвычайно опасная инфекционная болезнь, вызываемая бактерией Aerococcus viridans (Lactobacillales) и приводящая к покраснению вентральной части брюшка омаров и к их смерти.
Эпизоотическая панцирная болезнь — это бактериальная инфекция, которая вызывает образование чёрных пятен на спинных поверхностях панцирей омаров, снижая их товарность и иногда убивая омаров. «Болезнь вялых омаров» (Limp lobster disease), вызванная системной инфекцией гамма-протеобактерией Vibrio fluvialis (или близкими видами), приводит к тому, что омары становятся вялыми и умирают.
Парамёбиаз — инфекционное заболевание омаров, вызванное заражением амёбозоем Neoparamoeba pemaquidensis. Этот микроорганизм также вызывает амёбную болезнь жабр у выращиваемого на ферме атлантического лосося Salmo salar. Инфекция распространяется по всем тканям, вызывая гранулемоподобные поражения, особенно в пределах вентрального нервного ствола, междоузлий гепатопанкреаса (пищеварительная железа) и усиковой железы. Есть серьёзные подозрения, что парамёбиаз сыграл заметную роль в быстрой гибели американских омаров в проливе Лонг-Айленд, которая произошла летом 1999 года.

## Распространение
Встречается по Атлантическому побережью Северной Америки, главным образом от Лабрадора (Канада) до Нью-Джерси (США). Изредка встречается и южнее, например, в Делавэре, Мэриленде и Вирджинии. Ископаемые клешни Homarus americanus обнаружены в плейстоцене (Нантакет, США). В 2013 году американский лобстер был обнаружен рядом с Фараллоновыми островами у побережья Калифорнии.
Обитают от литоральной прибрежной зоны до глубин более 400 м, но чаще их встречают на глубине от 4 до 50 м.

## Таксономия
Американский омар был впервые описан американским энтомологом Томасом Сэем в 1817 году по материалам из типового местонахождения «Лонг-Бранч, часть побережья Нью-Джерси». Выбранное Сэем первоначальное имя — Astacus marinus — невалидно как младший омоним Astacus marinus Fabricius, 1775, который, в свою очередь, является младшим синонимом европейского омара Homarus gammarus. Американскому омару своё нынешнее научное название Homarus americanus дал французский зоолог Анри Милн-Эдвардс в его работе 1837 года Histoire naturelle des Crustacés («Естественная история ракообразных»). Общеупотребительное название, которое использует Продовольственная и сельскохозяйственная организация ООН, — american lobster («американский лобстер», или омар), но этот вид также известен в местном масштабе как «северный лобстер», «атлантический лобстер», «канадский лобстер», «мэнский лобстер» или просто «лобстер».

## Значение
Американские омары — популярная еда. Их обычно варят или готовят на пару. Омары с твёрдым панцирем (омары, у которых несколько месяцев назад прошла последняя линька) могут выжить без воды до четырёх или пяти дней, если их хранить в холодильнике. Мягкопанцирные (лобстеры, которые только недавно линяли) не выживают более нескольких часов без воды. Омаров обычно готовят живыми, что может быть незаконным в некоторых регионах и некоторые люди считают это негуманным деянием.

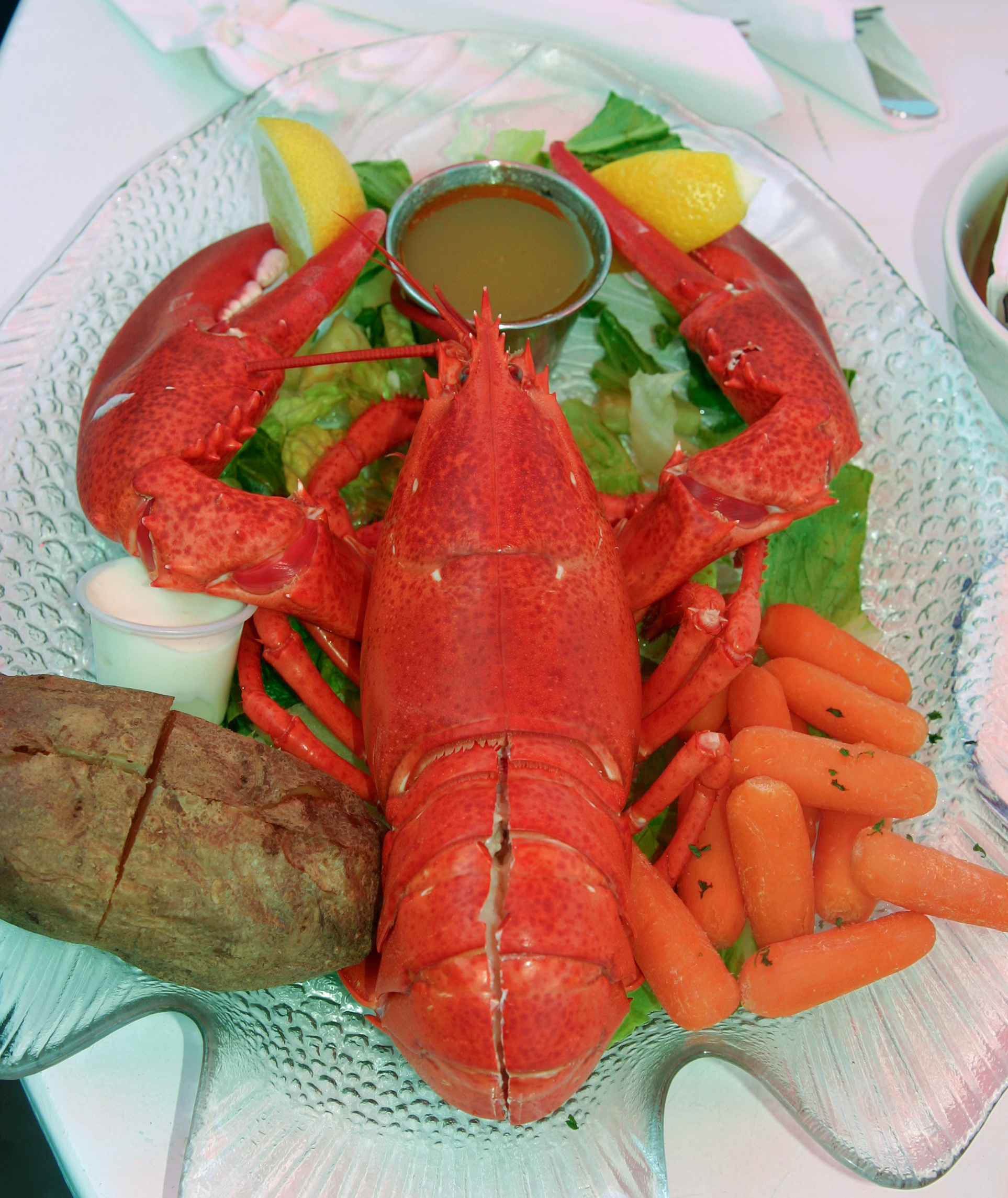
В кулинарии
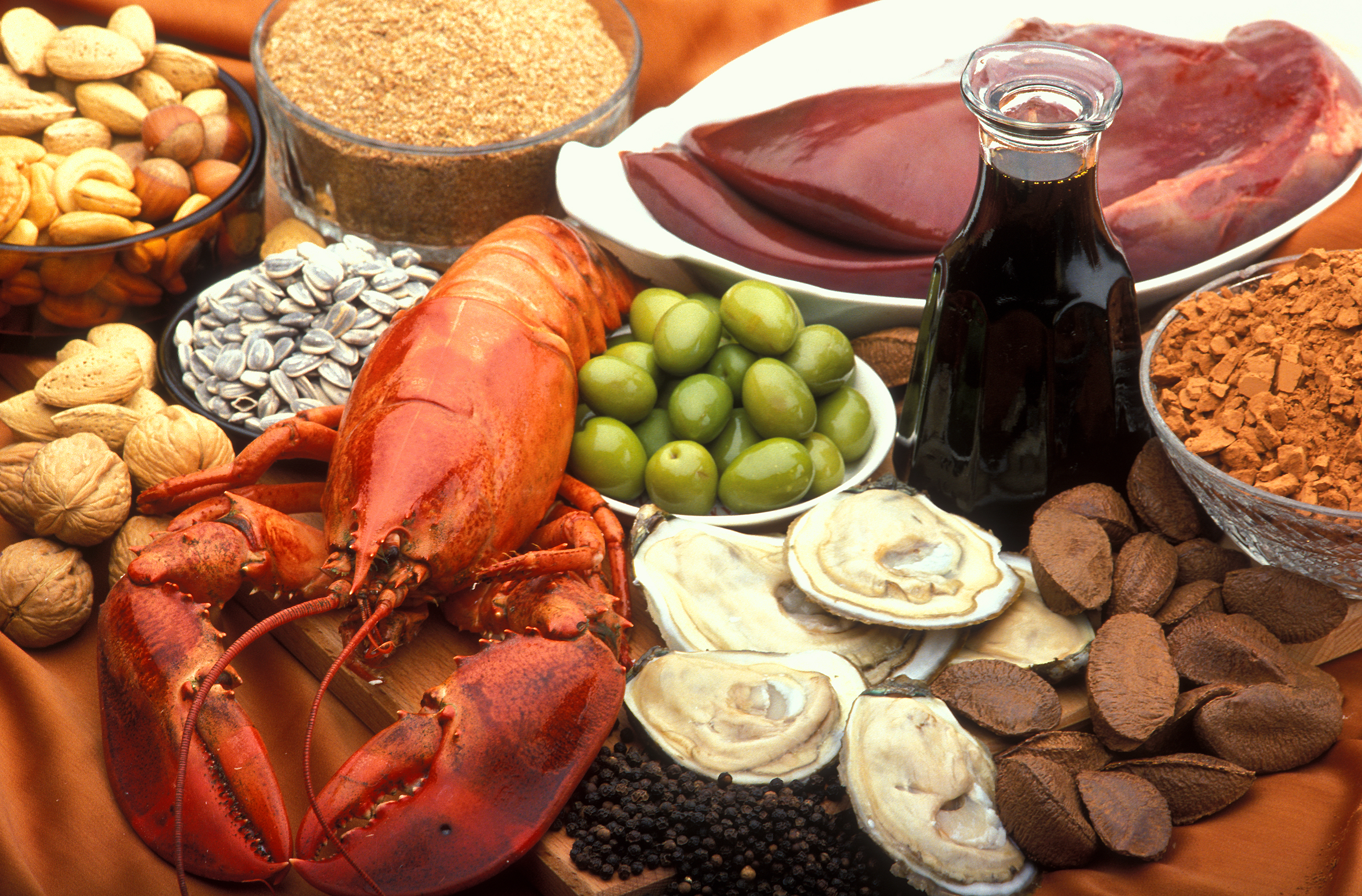
В кулинарии
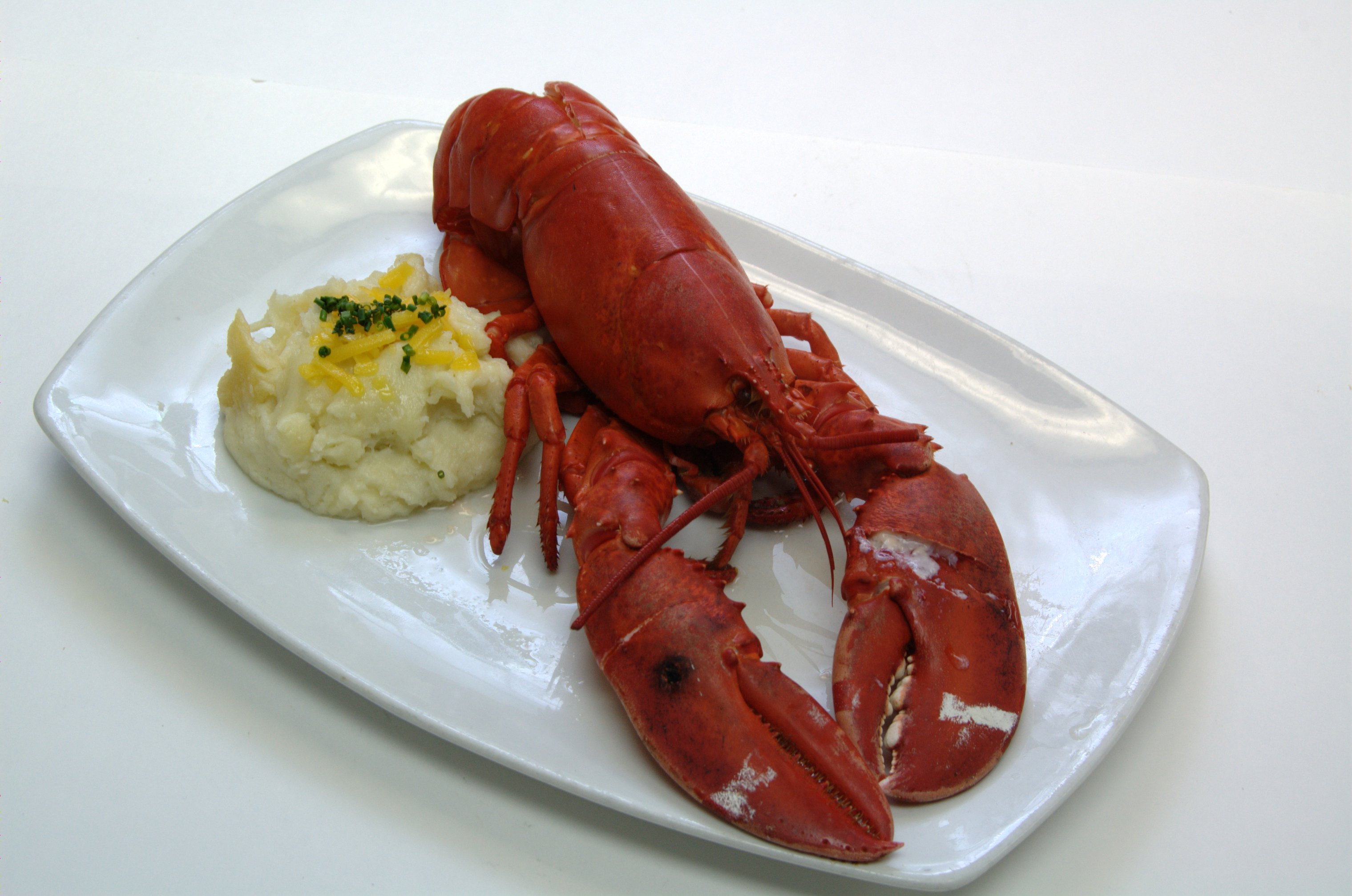
В кулинарии

Американский омар имеет большое промысловое значение. По данным ФАО в 1987 и 1988 гг в мире добыли 60 096 и 62 457 тонн соответственно. Коммерческий улов в США в 2010 году оценивался примерно в 396,8 млн долларов. При этом 93 % процента вылова в США приходилось на 2 штата: Мэн (47 000 тонн) и Массачусетс (6500 тонн). Коммерческий улов омаров в Канаде в 2017 году оценивался примерно в 1,4 млрд долларов, из которых 802 млн приходится на провинцию Новая Шотландия, а 286 млн — на Нью-Брансуик, или 97452, 49931 и 21056 тонн соответственно (в живом весе). Крупнейшими импортёрами омаров выступают сами США и Канада, а также Европа (в первую очередь Великобритания) и Китай.
Большинство омаров поступает с северо-восточного побережья Северной Америки, причём крупнейшими производителями являются атлантические провинции Канады и американский штат Мэн. Их ловят в основном с помощью специальных ловушек для омаров, хотя омары также вылавливаются в качестве прилова донными тралением, рыбаками, использующими жаберные сети, и аквалангистами в некоторых районах. Штат Мэн запрещает аквалангистам ловить омаров; нарушения караются штрафом до 1000 долларов. Мэн также запрещает ловлю омаров, пойманных донным тралением и другими «мобильными снастями».

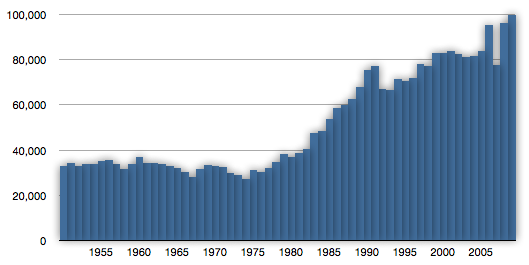
Мировой вылов в тоннах в год
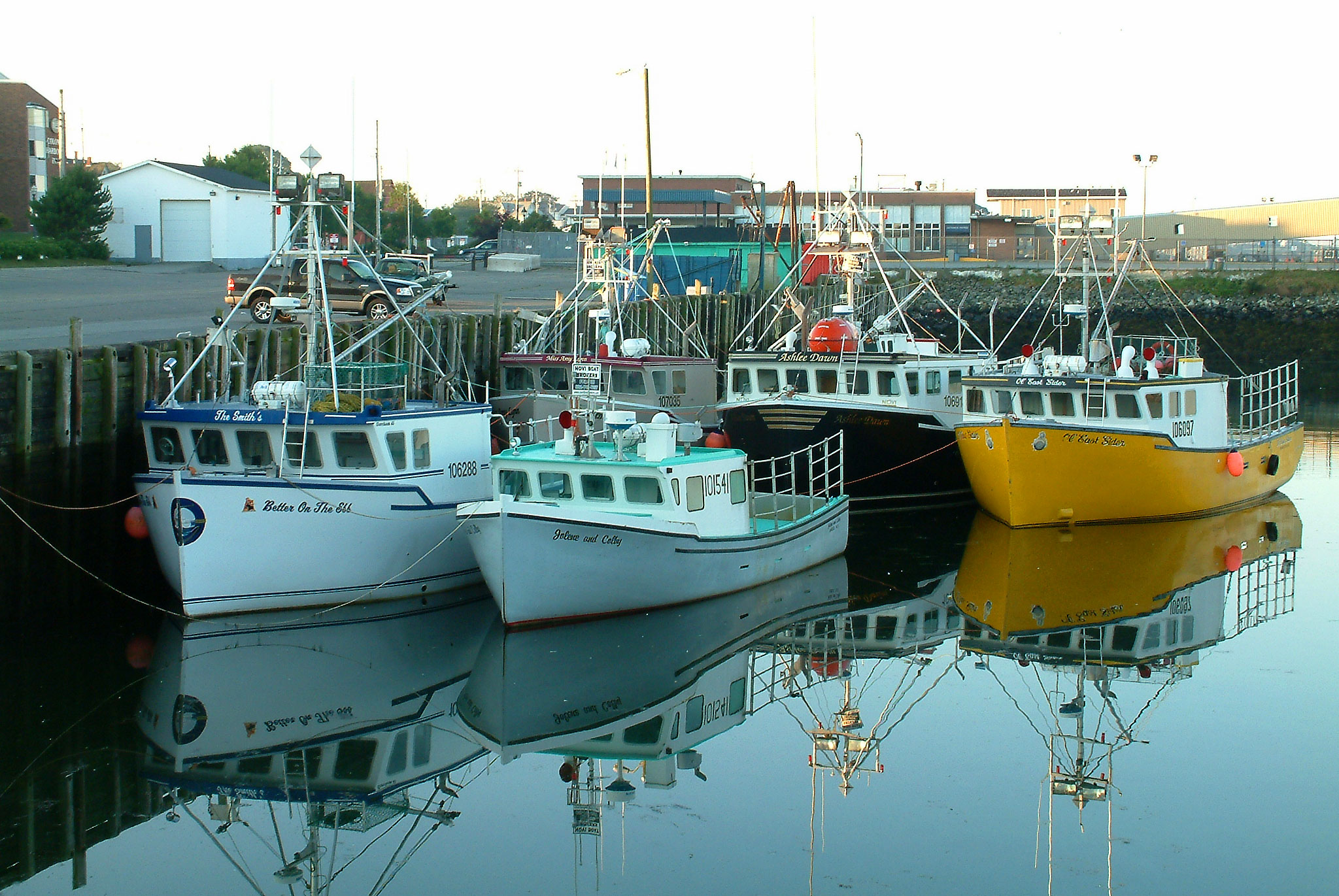
Краболовы у причала
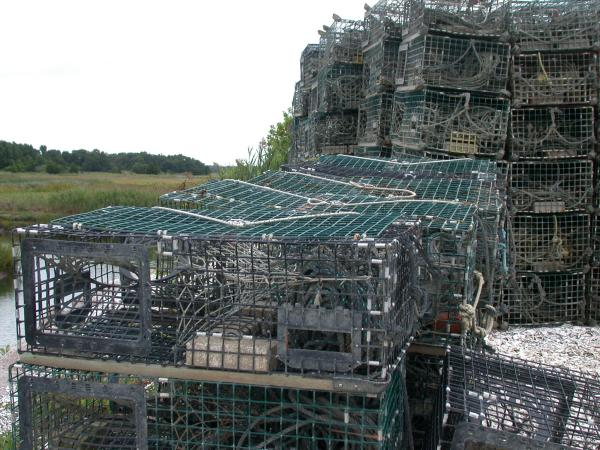
Ловушки
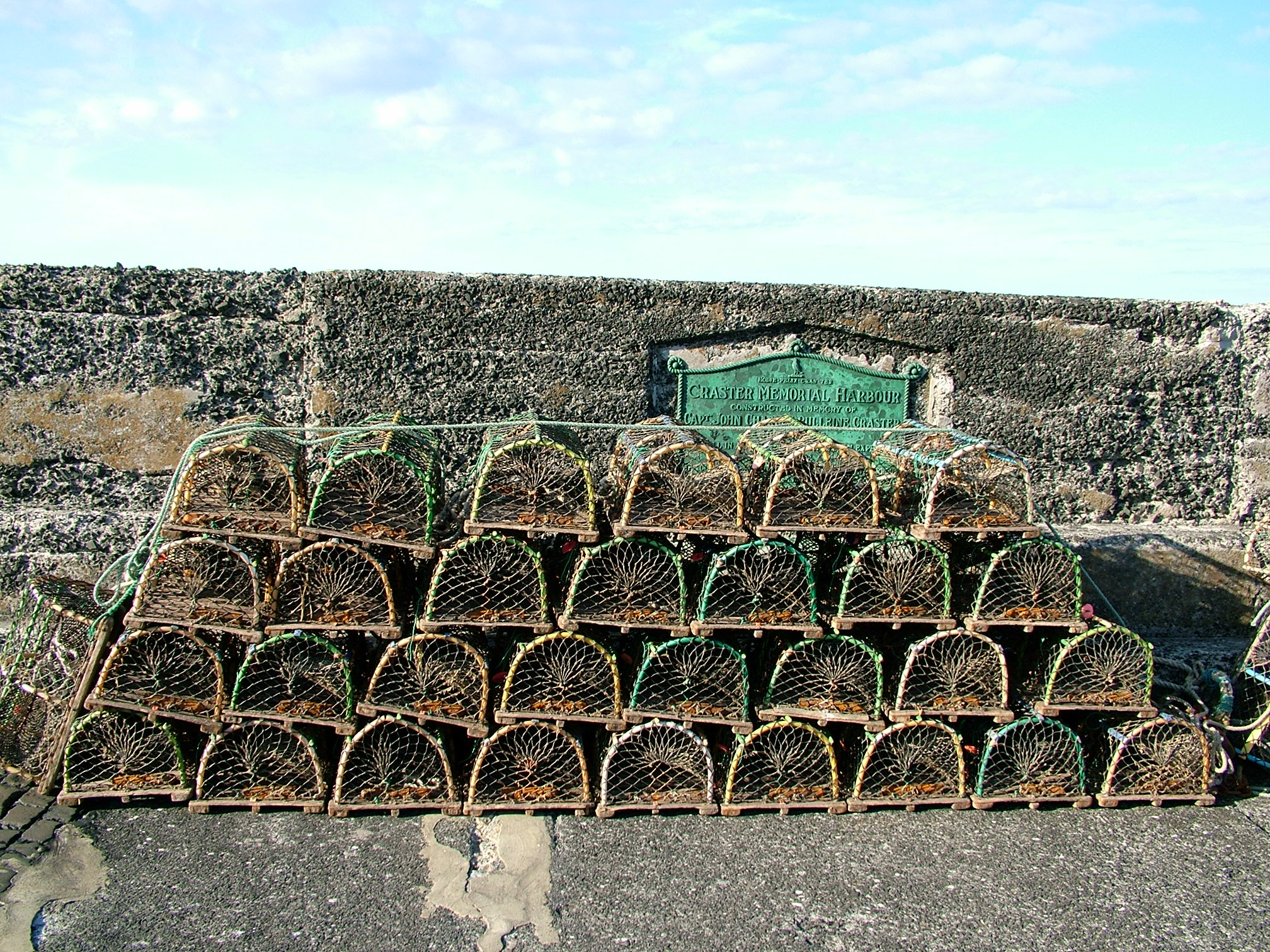
Ловушки